# Nectriopsis rubefaciens
Nectriopsis rubefaciens är en svampart som först beskrevs av Ellis & Everh., och fick sitt nu gällande namn av M.S. Cole & D. Hawksw. 2001. Nectriopsis rubefaciens ingår i släktet Nectriopsis och familjen Bionectriaceae.   Inga underarter finns listade i Catalogue of Life.